# كوكب الصباح دية
كوكب الصباح دية (من مواليد بانياس) هِيَ امرأة جامعية وسياسية سورية.وَوَزيرة الدَّولة وَوزيرة البيئة منذ 3 نيسان/إبريل 2011 داخل حكومة عادل سفر.

## حياتها

### الطفولةوالتعليموالحياة الجامعية
دَرَسَت كَوكب الصَّباح في جامعة دمشق حيثُ حَصلت عَلى درجة الدكتوراه في الصيدلة، ثمَّ أصبحت أستاذة في الجامعة ذاتها.

### الحياة السياسية
نائِبَة وَزير الصِّحة في عام 1993، ثمَّ أصبحَت «مديرة مَكتب الصِّحة والبيئة والإسكان» مع الاتحاد العام الأول، ووزيرة الدَّولة وَوَزيرة البيئة منذ 3 أبريل 2011 في حُكومة عادل سفر.

## حياتها الخاصة
مُتَزَوِّجة ولَها طِفلان.